# Bassa Bresciana orientale
Bassa bresciana orientale è una regione pianeggiante situata nella parte sud-orientale della Provincia di Brescia. Un'area prevalentemente piana, nella zona più a est diviene leggermente collinare, nella fascia compresa fra Carpenedolo e Calcinato, in cui termina l'anfiteatro morenico del Garda.
Confina ad est con le provincia di Mantova e a sud con la provincia di Cremona.
È vicina al lago di Garda e attraversata dal fiume Chiese nella parte più orientale.
È situata in una zona definita strategica per i suoi collegamenti con il resto del nord Italia e quindi dell'Europa. In particolare è "chiusa" a nord dalla autostrada A 4, a ovest dall'autostrada A 21, a est dalla Brennero ed a sud sarà compresa dalla futura autostrada, ora in costruzione, della Cremona Mantova. Molteplici i caselli autostradali che si affacciano su questa parte della pianura Padana. Al centro di quest'area si trova poi l'aeroporto Gabriele d'Annunzio destinato, secondo i più recenti studi, a divenire uno degli aeroporti più importanti del sud Europa che sarà collegato con la stazione della tav che è in progettazione nel territorio di Montichiari al confine con il comune di Castenedolo.

## Territorio e comuni
Comprende 19 comuni e una popolazione di circa 168.000 persone, distribuita su un'area di 542,6 km².
In ordine per popolazione (Valori ISTAT al dicembre 2023):
| Stemma | Comune        | in dialetto Bresciano | Popolazione ab. | Superficie km² | Densità ab./km² | Altitudine m s.l.m. |
| ------ | ------------- | --------------------- | --------------- | -------------- | --------------- | ------------------- |
|        | Montichiari   | Munticiàr             | 26.367          | 81,66          | 319             | 104                 |
|        | Ghedi         | Ghét                  | 18.546          | 60,76          | 305             | 85                  |
|        | Leno          | Lén                   | 14.423          | 58,64          | 241             | 66                  |
|        | Calcinato     | Calsinàt              | 13.038          | 33,39          | 387             | 171                 |
|        | Carpenedolo   | Carpenédol            | 13.033          | 30,12          | 432             | 78                  |
|        | Bagnolo Mella | Bagnöl                | 12.432          | 31,35          | 400             | 85                  |
|        | Castenedolo   | Castinìdol            | 11.711          | 26,23          | 439             | 152                 |
|        | Borgosatollo  | Borsadól              | 9.113           | 8,43           | 1.078           | 112                 |
|        | Flero         | Flér                  | 8.732           | 9,87           | 899             | 104                 |
|        | Calvisano     | Calvizà               | 8.381           | 45,15          | 185             | 67                  |
|        | Poncarale     | Poncaràl              | 5.186           | 12,63          | 409             | 100                 |
|        | Montirone     | Muntirù               | 5.055           | 10,48          | 488             | 100                 |
|        | Gottolengo    | Otalènc               | 5.022           | 29,14          | 170             | 53                  |
|        | Gambara       | Gàmbara               | 4.551           | 31,64          | 142             | 51                  |
|        | Isorella      | Izorèla               | 4.072           | 15,36          | 264             | 56                  |
|        | Remedello     | Remedèl               | 3.418           | 21,60          | 155             | 47                  |
|        | Fiesse        | Fiès                  | 2.021           | 16,15          | 123             | 39                  |
|        | Visano        | Vizà/Izà              | 1.979           | 11,21          | 178             | 60                  |
|        | Acquafredda   | Aquafrèda             | 1.545           | 9,29           | 164             | 55                  |